# Valerius Dencker
Valerius Dencker (* 1542 in Sulingen; † 9. April 1589 ebenda) war ein lutherischer Pastor und Superintendent der Grafschaft Hoya in Sulingen.

## Leben
Der Sohn des Sulinger Ratsherrn Johann Dencker besuchte die Schule in Bremen und Lüneburg, ehe er im April 1560 an der Universität Rostock begann Philosophie zu studieren. In Rostock wurde er am 26. April 1565 zum Bakkalar und Magister promoviert. Verheiratet mit einer Tochter aus der Liebenauer Vasallenfamilie Schortinghausen der Grafen von Hoya wurde er 1570 zum Pfarrer gewählt. Als Sulingen 1588 eine Superintendentur wurde, wurde Valerius Dencker zum ersten Superintendenten ernannt. Er starb jedoch bereits ein Jahr später. Sein Nachfolger wurde Johannes Aumann.